# Formule 1 v roce 2016
Sezóna Formule 1 2016 byla 67. sezónou Mistrovství světa Formule 1, závodní série pořádané pod hlavičkou Mezinárodní automobilové federace (FIA). Zúčastnilo se jí celkem čtyřiadvacet jezdců a jedenáct týmů. Kalendář sezóny tvořilo rekordních 21 závodů, po jednoroční pauze se vrátila Velká cena Německa a novinkou byla tradiční Velká cena Evropy netradičně umístěná do ulic ázerbájdžánského Baku.

## Týmy a jezdci
Sezóny 2016 se zúčastnily všechny týmy, které se účastnily i sezóny předchozí. Novinkou pak byl americký tým Haas.
| #  | Obr. | Tým                           | Konstruktér          | Šasí          | Motor                      | Pneu | No. | Obr. | Zkr.              | Jezdci           | Závody |
| -- | ---- | ----------------------------- | -------------------- | ------------- | -------------------------- | ---- | --- | ---- | ----------------- | ---------------- | ------ |
| 1  |      | Mercedes AMG Petronas F1 Team | Mercedes             | F1 W07 Hybrid | Mercedes-Benz PU106C       | P    | 44  |      | HAM               | Lewis Hamilton   | Vše    |
| 1  | 6    | Mercedes AMG Petronas F1 Team | Mercedes             | F1 W07 Hybrid | Mercedes-Benz PU106C       | P    |     | ROS  | Nico Rosberg      | Vše              |        |
| 2  |      | Scuderia Ferrari              | Ferrari              | SF16-H        | Ferrari 061                | P    | 5   |      | VET               | Sebastian Vettel | Vše    |
| 2  | 7    | Scuderia Ferrari              | Ferrari              | SF16-H        | Ferrari 061                | P    |     | RAI  | Kimi Räikkönen    | Vše              |        |
| 3  |      | Williams Martini Racing       | Williams–Mercedes    | FW38          | Mercedes-Benz PU106C       | P    | 77  |      | BOT               | Valtteri Bottas  | Vše    |
| 3  | 19   | Williams Martini Racing       | Williams–Mercedes    | FW38          | Mercedes-Benz PU106C       | P    |     | MAS  | Felipe Massa      | Vše              |        |
| 4  |      | Red Bull Racing               | Red Bull–TAG Heuer   | RB12          | TAG Heuer (Renault R.E.16) | P    | 26  |      | KVY               | Daniil Kvjat     | 1–4    |
| 4  | 33   | Red Bull Racing               | Red Bull–TAG Heuer   | RB12          | TAG Heuer (Renault R.E.16) | P    |     | VES  | Max Verstappen    | 5–21             |        |
| 4  | 3    | Red Bull Racing               | Red Bull–TAG Heuer   | RB12          | TAG Heuer (Renault R.E.16) | P    |     | RIC  | Daniel Ricciardo  | Vše              |        |
| 5  |      | Sahara Force India F1 Team    | Force India–Mercedes | VJM09         | Mercedes-Benz PU106C       | P    | 11  |      | PER               | Sergio Pérez     | Vše    |
| 5  | 27   | Sahara Force India F1 Team    | Force India–Mercedes | VJM09         | Mercedes-Benz PU106C       | P    |     | HUL  | Nico Hülkenberg   | Vše              |        |
| 6  |      | Scuderia Toro Rosso           | Toro Rosso–Ferrari   | STR11         | Ferrari 060                | P    | 33  |      | VES               | Max Verstappen   | 1–4    |
| 6  | 26   | Scuderia Toro Rosso           | Toro Rosso–Ferrari   | STR11         | Ferrari 060                | P    |     | KVY  | Daniil Kvjat      | 5–21             |        |
| 6  | 55   | Scuderia Toro Rosso           | Toro Rosso–Ferrari   | STR11         | Ferrari 060                | P    |     | SAI  | Carlos Sainz      | Vše              |        |
| 7  |      | Sauber F1 Team                | Sauber–Ferrari       | C35           | Ferrari 061                | P    | 12  |      | NAS               | Felipe Nasr      | Vše    |
| 7  | 9    | Sauber F1 Team                | Sauber–Ferrari       | C35           | Ferrari 061                | P    |     | ERI  | Marcus Ericsson   | Vše              |        |
| 8  |      | McLaren Honda                 | McLaren–Honda        | MP4-31        | Honda RA616H               | P    | 22  |      | BUT               | Jenson Button    | Vše    |
| 8  | 14   | McLaren Honda                 | McLaren–Honda        | MP4-31        | Honda RA616H               | P    |     | ALO  | Fernando Alonso   | 1, 3–21          |        |
| 8  | 47   | McLaren Honda                 | McLaren–Honda        | MP4-31        | Honda RA616H               | P    |     | VAN  | Stoffel Vandoorne | 2                |        |
| 9  |      | Manor Racing MRT              | MRT–Mercedes         | MRT05         | Mercedes-Benz PU106C       | P    | 94  |      | WEH               | Pascal Wehrlein  | Vše    |
| 9  | 88   | Manor Racing MRT              | MRT–Mercedes         | MRT05         | Mercedes-Benz PU106C       | P    |     | HAR  | Rio Haryanto      | 1–12             |        |
| 9  | 31   | Manor Racing MRT              | MRT–Mercedes         | MRT05         | Mercedes-Benz PU106C       | P    |     | OCO  | Esteban Ocon      | 13–21            |        |
| 10 |      | Renault Sport F1 Team         | Renault              | R.S.16        | Renault R.E.16             | P    | 20  |      | MAG               | Kevin Magnussen  | Vše    |
| 10 | 30   | Renault Sport F1 Team         | Renault              | R.S.16        | Renault R.E.16             | P    |     | PAL  | Jolyon Palmer     | Vše              |        |
| 11 |      | Haas F1 Team                  | Haas–Ferrari         | VF-16         | Ferrari 061                | P    | 8   |      | GRO               | Romain Grosjean  | Vše    |
| 11 | 21   | Haas F1 Team                  | Haas–Ferrari         | VF-16         | Ferrari 061                | P    |     | GUT  | Esteban Gutiérrez | Vše              |        |

## Přestupy jezdců
| Jezdec            | 2015                                    | 2016                                   | Pozice v týmu/Série |
| ----------------- | --------------------------------------- | -------------------------------------- | ------------------- |
| Romain Grosjean   | Lotus F1 Team                           | Haas F1 Team                           | jezdec              |
| Esteban Gutiérrez | Scuderia Ferrari (Test)                 | Haas F1 Team                           | jezdec              |
| Jolyon Palmer     | DAMS (GP2 Series) Lotus F1 Team (Test)  | Renault Sport F1 Team                  | jezdec              |
| Kevin Magnussen   | McLaren Honda (Test)                    | Renault Sport F1 Team                  | jezdec              |
| Pastor Maldonado  | Lotus F1 Team                           | -                                      | -                   |
| Rio Haryanto      | Campos Racing (GP2 Series)              | Manor Racing                           | jezdec              |
| Pascal Wehrlein   | gooix/Original-Teile Mercedes-AMG (DTM) | Manor Racing                           | jezdec              |
| Esteban Ocon      | ART Grand Prix (DTM) Renault F1 (Test)  | Manor Racing                           | jezdec              |
| Alexander Rossi   | Manor Marussia F1 Team                  | Manor Racing (test) Andretti Autosport | Testman/ IndyCar    |
| Will Stevens      | Manor Marussia F1 Team                  | Manor Motorsport                       | FIA WEC             |
| Roberto Merhi     | Manor Marussia F1 Team                  | Manor Motorsport                       | FIA WEC             |

## Kalendář
| Pořadí | Grand Prix                | Okruh                                          | Datum         |
| ------ | ------------------------- | ---------------------------------------------- | ------------- |
| 1      | Grand Prix Austrálie      | Melbourne Grand Prix Circuit, Melbourne        | 20. března    |
| 2      | Grand Prix Bahrajnu       | Bahrain International Circuit, Sakhir          | 3. dubna      |
| 3      | Grand Prix Číny           | Shanghai International Circuit, Šanghaj        | 17. dubna     |
| 4      | Grand Prix Ruska          | Sochi Autodrom, Soči                           | 1. května     |
| 5      | Grand Prix Španělska      | Circuit de Barcelona-Catalunya, Barcelona      | 15. května    |
| 6      | Grand Prix Monaka         | Circuit de Monaco, Monte Carlo                 | 29. května    |
| 7      | Grand Prix Kanady         | Circuit Gilles Villeneuve, Montreal            | 12. června    |
| 8      | Grand Prix Evropy         | Baku Street Circuit, Baku                      | 19. června    |
| 9      | Grand Prix Rakouska       | Red Bull Ring, Spielberg                       | 3. července   |
| 10     | Grand Prix Velké Británie | Silverstone, Silverstone                       | 10. července  |
| 11     | Grand Prix Maďarska       | Hungaroring, Budapešť                          | 24. července  |
| 12     | Grand Prix Německa        | Hockenheimring, Hockenheim                     | 31. července  |
| 13     | Grand Prix Belgie         | Circuit de Spa-Francorchamps, Spa              | 28. srpna     |
| 14     | Grand Prix Itálie         | Autodromo Nazionale Monza, Monza               | 4. září       |
| 15     | Grand Prix Singapuru      | Marina Bay, Singapur                           | 18. září      |
| 16     | Grand Prix Malajsie       | Sepang International Circuit, Kuala Lumpur     | 25. září      |
| 17     | Grand Prix Japonska       | Suzuka Circuit, Suzuka                         | 9. října      |
| 18     | Grand Prix USA            | Circuit of the Americas, Austin, Texas         | 23. října     |
| 19     | Grand Prix Mexika         | Autódromo Hermanos Rodríguez, Ciudad de México | 30. října     |
| 20     | Grand Prix Brazílie       | Autódromo José Carlos Pace, São Paulo          | 13. listopadu |
| 21     | Grand Prix Abú Zabí       | Yas Marina Circuit, Abú Zabí                   | 27. listopadu |

## Pneumatiky
Jediným poskytovatelem pneumatik pro sezónu 2016 bylo Pirelli. Přestože nemají v závodě žádné využití, Pirelli poskytuje týmům během předsezónního tréninku tvrdé zimní pneumatiky, které jsou speciálně navrženy pro výkon v obzvláště chladných dnech. Od ostatních se odlišují tím, že nemají žádné označení na boku.
| Název                    | Barva | Barva | Povrch     | Podmínky tratě | Typ sloučeniny            | Přilnavost              | Odolnost              |
| ------------------------ | ----- | ----- | ---------- | -------------- | ------------------------- | ----------------------- | --------------------- |
| Ultrasoft (ultra měkké)  | US    |       | Hladký     | Suché          | Volitelný                 | 5 - Nejlepší přilnavost | 1 - Nejnižší odolnost |
| Supersoft (super měkké)  | SS    |       | Hladký     | Suché          | Volitelný / Měkký         | 4                       | 2                     |
| Soft (měkké)             | S     |       | Hladký     | Suché          | Volitelný / Měkký / Tvrdý | 3                       | 3                     |
| Medium (střední)         | M     |       | Hladký     | Suché          | Tvrdý / Měkký             | 2                       | 4                     |
| Hard (tvrdé)             | H     |       | Hladký     | Suché          | Tvrdý                     | 1 - Nejhorší přilnavost | 5 - Nejvyšší odolnost |
| Intermediate (přechodné) | I     |       | Drážkovaný | Mokré          | Přechodný                 |                         |                       |
| Wet (mokré)              | W     |       | Drážkovaný | Mokré          | Mokrý                     |                         |                       |

## Výsledky a pořadí

### Velké ceny
| Pořadí | Grand Prix                | Pole position    | Vítěz závodu     | Vítězný tým     | Nejrychlejší kolo | Výsledky |
| ------ | ------------------------- | ---------------- | ---------------- | --------------- | ----------------- | -------- |
| 1      | Grand Prix Austrálie      | Lewis Hamilton   | Nico Rosberg     | Mercedes        | Daniel Ricciardo  | Výsledky |
| 2      | Grand Prix Bahrajnu       | Lewis Hamilton   | Nico Rosberg     | Mercedes        | Nico Rosberg      | Výsledky |
| 3      | Grand Prix Číny           | Nico Rosberg     | Nico Rosberg     | Mercedes        | Nico Hülkenberg   | Výsledky |
| 4      | Grand Prix Ruska          | Nico Rosberg     | Nico Rosberg     | Mercedes        | Nico Rosberg      | Výsledky |
| 5      | Grand Prix Španělska      | Lewis Hamilton   | Max Verstappen   | Red Bull Racing | Daniil Kvjat      | Výsledky |
| 6      | Grand Prix Monaka         | Daniel Ricciardo | Lewis Hamilton   | Mercedes        | Lewis Hamilton    | Výsledky |
| 7      | Grand Prix Kanady         | Lewis Hamilton   | Lewis Hamilton   | Mercedes        | Nico Rosberg      | Výsledky |
| 8      | Grand Prix Evropy         | Nico Rosberg     | Nico Rosberg     | Mercedes        | Nico Rosberg      | Výsledky |
| 9      | Grand Prix Rakouska       | Lewis Hamilton   | Lewis Hamilton   | Mercedes        | Lewis Hamilton    | Výsledky |
| 10     | Grand Prix Velké Británie | Lewis Hamilton   | Lewis Hamilton   | Mercedes        | Nico Rosberg      | Výsledky |
| 11     | Grand Prix Maďarska       | Nico Rosberg     | Lewis Hamilton   | Mercedes        | Kimi Räikkönen    | Výsledky |
| 12     | Grand Prix Německa        | Nico Rosberg     | Lewis Hamilton   | Mercedes        | Daniel Ricciardo  | Výsledky |
| 13     | Grand Prix Belgie         | Nico Rosberg     | Nico Rosberg     | Mercedes        | Lewis Hamilton    | Výsledky |
| 14     | Grand Prix Itálie         | Lewis Hamilton   | Nico Rosberg     | Mercedes        | Fernando Alonso   | Výsledky |
| 15     | Grand Prix Singapuru      | Nico Rosberg     | Nico Rosberg     | Mercedes        | Daniel Ricciardo  | Výsledky |
| 16     | Grand Prix Malajsie       | Lewis Hamilton   | Daniel Ricciardo | Red Bull Racing | Nico Rosberg      | Výsledky |
| 17     | Grand Prix Japonska       | Nico Rosberg     | Nico Rosberg     | Mercedes        | Nico Hülkenberg   | Výsledky |
| 18     | Grand Prix USA            | Lewis Hamilton   | Lewis Hamilton   | Mercedes        | Sebastian Vettel  | Výsledky |
| 19     | Grand Prix Mexika         | Lewis Hamilton   | Lewis Hamilton   | Mercedes        | Daniel Ricciardo  | Výsledky |
| 20     | Grand Prix Brazílie       | Lewis Hamilton   | Lewis Hamilton   | Mercedes        | Max Verstappen    | Výsledky |
| 21     | Grand Prix Abú Zabí       | Lewis Hamilton   | Lewis Hamilton   | Mercedes        | Sebastian Vettel  | Výsledky |

### Pohár jezdců
Za umístění v závodě získává body prvních 10 jezdců v cíli. Body jsou rozděleny takto:
| Pořadí | 1. | 2. | 3. | 4. | 5. | 6. | 7. | 8. | 9. | 10. |
| Body   | 25 | 18 | 15 | 12 | 10 | 8  | 6  | 4  | 2  | 1   |

| Poř.    | Jezdec            | AUS | BHR | CHN | RUS | ESP | MON | CAN | EUR | AUT | GBR | HUN | GER | BEL | ITA | SIN | MAL | JPN | USA | MEX | BRA | ABU | Body |
| ------- | ----------------- | --- | --- | --- | --- | --- | --- | --- | --- | --- | --- | --- | --- | --- | --- | --- | --- | --- | --- | --- | --- | --- | ---- |
| 1       | Nico Rosberg      | 1   | 1   | 1   | 1   | Ret | 7   | 5   | 1   | 4   | 3   | 2   | 4   | 1   | 1   | 1   | 3   | 1   | 2   | 2   | 2   | 2   | 385  |
| 2       | Lewis Hamilton    | 2   | 3   | 7   | 2   | Ret | 1   | 1   | 5   | 1   | 1   | 1   | 1   | 3   | 2   | 3   | Ret | 3   | 1   | 1   | 1   | 1   | 380  |
| 3       | Daniel Ricciardo  | 4   | 4   | 4   | 11  | 4   | 2   | 7   | 7   | 5   | 4   | 3   | 2   | 2   | 5   | 2   | 1   | 6   | 3   | 3   | 8   | 5   | 256  |
| 4       | Sebastian Vettel  | 3   | DNS | 2   | Ret | 3   | 4   | 2   | 2   | Ret | 9   | 4   | 5   | 6   | 3   | 5   | Ret | 4   | 4   | 5   | 5   | 3   | 212  |
| 5       | Max Verstappen    | 10  | 6   | 8   | Ret | 1   | Ret | 4   | 8   | 2   | 2   | 5   | 3   | 11  | 7   | 6   | 2   | 2   | Ret | 4   | 3   | 4   | 204  |
| 6       | Kimi Räikkönen    | Ret | 2   | 5   | 3   | 2   | Ret | 6   | 4   | 3   | 5   | 6   | 6   | 9   | 4   | 4   | 4   | 5   | Ret | 6   | Ret | 6   | 186  |
| 7       | Sergio Pérez      | 13  | 16  | 11  | 9   | 7   | 3   | 10  | 3   | 17† | 6   | 11  | 10  | 5   | 8   | 8   | 6   | 7   | 8   | 10  | 4   | 8   | 101  |
| 8       | Valtteri Bottas   | 8   | 9   | 10  | 4   | 5   | 12  | 3   | 6   | 9   | 14  | 9   | 9   | 8   | 6   | Ret | 5   | 10  | 16  | 8   | 11  | Ret | 85   |
| 9       | Nico Hülkenberg   | 7   | 15  | 15  | Ret | Ret | 6   | 8   | 9   | 19† | 7   | 10  | 7   | 4   | 10  | Ret | 8   | 8   | Ret | 7   | 7   | 7   | 72   |
| 10      | Fernando Alonso   | Ret |     | 12  | 6   | Ret | 5   | 11  | Ret | 18† | 13  | 7   | 12  | 7   | 14  | 7   | 7   | 16  | 5   | 13  | 10  | 10  | 54   |
| 11      | Felipe Massa      | 5   | 8   | 6   | 5   | 8   | 10  | Ret | 10  | 20† | 11  | 18  | Ret | 10  | 9   | 12  | 13  | 9   | 7   | 9   | Ret | 9   | 53   |
| 12      | Carlos Sainz Jr.  | 9   | Ret | 9   | 12  | 6   | 8   | 9   | Ret | 8   | 8   | 8   | 14  | Ret | 15  | 14  | 11  | 17  | 6   | 16  | 6   | Ret | 46   |
| 13      | Romain Grosjean   | 6   | 5   | 19  | 8   | Ret | 13  | 14  | 13  | 7   | Ret | 14  | 13  | 13  | 11  | DNS | Ret | 11  | 10  | 20  | DNS | 11  | 29   |
| 14      | Daniil Kvjat      | DNS | 7   | 3   | 15  | 10  | Ret | 12  | Ret | Ret | 10  | 16  | 15  | 14  | Ret | 9   | 14  | 13  | 11  | 18  | 13  | Ret | 25   |
| 15      | Jenson Button     | 14  | Ret | 13  | 10  | 9   | 9   | Ret | 11  | 6   | 12  | Ret | 8   | Ret | 12  | Ret | 9   | 18  | 9   | 12  | 16  | Ret | 21   |
| 16      | Kevin Magnussen   | 12  | 11  | 17  | 7   | 15  | Ret | 16  | 14  | 14  | 17† | 15  | 16  | Ret | 17  | 10  | Ret | 14  | 12  | 17  | 14  | Ret | 7    |
| 17      | Felipe Nasr       | 15  | 14  | 20  | 16  | 14  | Ret | 18  | 12  | 13  | 15  | 17  | Ret | 17  | Ret | 13  | Ret | 19  | 15  | 15  | 9   | 16  | 2    |
| 18      | Jolyon Palmer     | 11  | DNS | 22  | 13  | 13  | Ret | Ret | 15  | 12  | Ret | 12  | 19  | 15  | Ret | 15  | 10  | 12  | 13  | 14  | Ret | 17  | 1    |
| 19      | Pascal Wehrlein   | 16  | 13  | 18  | 18  | 16  | 14  | 17  | Ret | 10  | Ret | 19  | 17  | Ret | Ret | 16  | 15  | 22  | 17  | Ret | 15  | 14  | 1    |
| 20      | Stoffel Vandoorne |     | 10  |     |     |     |     |     |     |     |     |     |     |     |     |     |     |     |     |     |     |     | 1    |
| 21      | Esteban Gutiérrez | Ret | Ret | 14  | 17  | 11  | 11  | 13  | 16  | 11  | 16  | 13  | 11  | 12  | 13  | 11  | Ret | 20  | Ret | 19  | Ret | 12  | 0    |
| 22      | Marcus Ericsson   | Ret | 12  | 16  | 14  | 12  | Ret | 15  | 17  | 15  | Ret | 20  | 18  | Ret | 16  | 17  | 12  | 15  | 14  | 11  | Ret | 15  | 0    |
| 23      | Esteban Ocon      |     |     |     |     |     |     |     |     |     |     |     |     | 16  | 18  | 18  | 16  | 21  | 18  | 21  | 12  | 13  | 0    |
| 24      | Rio Haryanto      | Ret | 17  | 21  | Ret | 17  | 15  | 19  | 18  | 16  | Ret | 21  | 20  |     |     |     |     |     |     |     |     |     | 0    |
| Poř.    | Jezdec            | AUS | BHR | CHN | RUS | ESP | MON | CAN | EUR | AUT | GBR | HUN | GER | BEL | ITA | SIN | MAL | JPN | USA | MEX | BRA | ABU | Body |
| Zdroje: |                   |     |     |     |     |     |     |     |     |     |     |     |     |     |     |     |     |     |     |     |     |     |      |

| Legenda k tabulce | Legenda k tabulce                                                                       |
| Barva             | Výsledek                                                                                |
| ----------------- | --------------------------------------------------------------------------------------- |
| Zlatá             | Vítěz                                                                                   |
| Stříbrná          | 2. místo                                                                                |
| Bronzová          | 3. místo                                                                                |
| Zelená            | Bodované umístění                                                                       |
| Modrá             | Nebodované umístění                                                                     |
| Modrá             | Dokončil neklasifikován (NC)                                                            |
| Fialová           | Odstoupil (Ret)                                                                         |
| Červená           | Nekvalifikoval se (DNQ)                                                                 |
| Červená           | Nepředkvalifikoval se (DNPQ)                                                            |
| Černá             | Diskvalifikován (DSQ)                                                                   |
| Bílá              | Nestartoval (DNS)                                                                       |
| Bílá              | Závod zrušen (C)                                                                        |
| Světle modrá      | Pouze trénoval (PO)                                                                     |
| Světle modrá      | Páteční testovací jezdec (TD)                                                           |
| Bez barvy         | Netrénoval (DNP)                                                                        |
| Bez barvy         | Vyřazen (EX)                                                                            |
| Bez barvy         | Nepřijel (DNA)                                                                          |
| Bez barvy         | Odvolal účast (WD)                                                                      |
| Bez barvy         | Nezúčastnil se (prázdné)                                                                |
| Označení          | Význam                                                                                  |
| Tučnost           | Pole position                                                                           |
| Kurzíva           | Nejrychlejší kolo                                                                       |
| †                 | Jezdec nedojel do cíle, ale byl klasifikován, protože odjel více než 90 % délky závodu. |
| ‡                 | Byl udělován poloviční počet bodů, protože bylo odjeto méně než 75 % délky závodu.      |
| Horní index       | Umístění bodujících jezdců ve sprintu                                                   |

V případě rovnosti bodů rozhoduje pravidlo "nejlepších umístění", tj. výše v celkovém pořadí se umístí jezdec, který má více prvních míst. Pokud je počet shodný, porovnává se počet druhých míst, třetích míst atd. Konečné rozhodnutí vydává FIA.

### Pohár konstruktérů
| Poř.    | Jezdec                    | No. | AUS | BHR | CHN | RUS | ESP | MON | CAN | EUR | AUT | GBR | HUN | GER | BEL | ITA | SIN | MAL | JPN | USA | MEX | BRA | ABU | Body |
| ------- | ------------------------- | --- | --- | --- | --- | --- | --- | --- | --- | --- | --- | --- | --- | --- | --- | --- | --- | --- | --- | --- | --- | --- | --- | ---- |
| 1       | Mercedes                  | 6   | 1   | 1   | 1   | 1   | Ret | 7   | 5   | 1   | 4   | 3   | 2   | 4   | 1   | 1   | 1   | 3   | 1   | 2   | 2   | 2   | 2   | 765  |
| 1       | Mercedes                  | 44  | 2   | 3   | 7   | 2   | Ret | 1   | 1   | 5   | 1   | 1   | 1   | 1   | 3   | 2   | 3   | Ret | 3   | 1   | 1   | 1   | 1   | 765  |
| 2       | Red Bull Racing-TAG Heuer | 3   | 4   | 4   | 4   | 11  | 4   | 2   | 7   | 7   | 5   | 4   | 3   | 2   | 2   | 5   | 2   | 1   | 6   | 3   | 3   | 8   | 5   | 468  |
| 2       | Red Bull Racing-TAG Heuer | 26  | DNS | 7   | 3   | 15  |     |     |     |     |     |     |     |     |     |     |     |     |     |     |     |     |     | 468  |
| 2       | Red Bull Racing-TAG Heuer | 33  |     |     |     |     | 1   | Ret | 4   | 8   | 2   | 2   | 5   | 3   | 11  | 7   | 6   | 2   | 2   | Ret | 4   | 3   | 4   | 468  |
| 3       | Ferrari                   | 5   | 3   | DNS | 2   | Ret | 3   | 4   | 2   | 2   | Ret | 9   | 4   | 5   | 6   | 3   | 5   | Ret | 4   | 4   | 5   | 5   | 3   | 398  |
| 3       | Ferrari                   | 7   | Ret | 2   | 5   | 3   | 2   | Ret | 6   | 4   | 3   | 5   | 6   | 6   | 9   | 4   | 4   | 4   | 5   | Ret | 6   | Ret | 6   | 398  |
| 4       | Force India-Mercedes      | 11  | 13  | 16  | 11  | 9   | 7   | 3   | 10  | 3   | 17† | 6   | 11  | 10  | 5   | 8   | 8   | 6   | 7   | 8   | 10  | 4   | 8   | 173  |
| 4       | Force India-Mercedes      | 27  | 7   | 15  | 15  | Ret | Ret | 6   | 8   | 9   | 19† | 7   | 10  | 7   | 4   | 10  | Ret | 8   | 8   | Ret | 7   | 7   | 7   | 173  |
| 5       | Williams-Mercedes         | 19  | 5   | 8   | 6   | 5   | 8   | 10  | Ret | 10  | 20† | 11  | 18  | Ret | 10  | 9   | 12  | 13  | 9   | 7   | 9   | Ret | 9   | 138  |
| 5       | Williams-Mercedes         | 77  | 8   | 9   | 10  | 4   | 5   | 12  | 3   | 6   | 9   | 14  | 9   | 9   | 8   | 6   | Ret | 5   | 10  | 16  | 8   | 11  | Ret | 138  |
| 6       | McLaren-Honda             | 14  | Ret |     | 12  | 6   | Ret | 5   | 11  | Ret | 18† | 13  | 7   | 12  | 7   | 14  | 7   | 7   | 16  | 5   | 13  | 10  | 10  | 76   |
| 6       | McLaren-Honda             | 22  | 14  | Ret | 13  | 10  | 9   | 9   | Ret | 11  | 6   | 12  | Ret | 8   | Ret | 12  | Ret | 9   | 18  | 9   | 12  | 16  | Ret | 76   |
| 6       | McLaren-Honda             | 47  |     | 10  |     |     |     |     |     |     |     |     |     |     |     |     |     |     |     |     |     |     |     | 76   |
| 7       | Toro Rosso-Ferrari        | 26  |     |     |     |     | 10  | Ret | 12  | Ret | Ret | 10  | 16  | 15  | 14  | Ret | 9   | 14  | 13  | 11  | 18  | 13  | Ret | 63   |
| 7       | Toro Rosso-Ferrari        | 33  | 10  | 6   | 8   | Ret |     |     |     |     |     |     |     |     |     |     |     |     |     |     |     |     |     | 63   |
| 7       | Toro Rosso-Ferrari        | 55  | 9   | Ret | 9   | 12  | 6   | 8   | 9   | Ret | 8   | 8   | 8   | 14  | Ret | 15  | 14  | 11  | 17  | 6   | 16  | 6   | Ret | 63   |
| 8       | Haas-Ferrari              | 8   | 6   | 5   | 19  | 8   | Ret | 13  | 14  | 13  | 7   | Ret | 14  | 13  | 13  | 11  | DNS | Ret | 11  | 10  | 20  | DNS | 11  | 29   |
| 8       | Haas-Ferrari              | 21  | Ret | Ret | 14  | 17  | 11  | 11  | 13  | 16  | 11  | 16  | 13  | 11  | 12  | 13  | 11  | Ret | 20  | Ret | 19  | Ret | 12  | 29   |
| 9       | Renault                   | 20  | 12  | 11  | 17  | 7   | 15  | Ret | 16  | 14  | 14  | 17† | 15  | 16  | Ret | 17  | 10  | Ret | 14  | 12  | 17  | 14  | Ret | 8    |
| 9       | Renault                   | 30  | 11  | DNS | 22  | 13  | 13  | Ret | Ret | 15  | 12  | Ret | 12  | 19  | 15  | Ret | 15  | 10  | 12  | 13  | 14  | Ret | 17  | 8    |
| 10      | Sauber-Ferrari            | 9   | Ret | 12  | 16  | 14  | 12  | Ret | 15  | 17  | 15  | Ret | 20  | 18  | Ret | 16  | 17  | 12  | 15  | 14  | 11  | Ret | 15  | 2    |
| 10      | Sauber-Ferrari            | 12  | 15  | 14  | 20  | 16  | 14  | Ret | 18  | 12  | 13  | 15  | 17  | Ret | 17  | Ret | 13  | Ret | 19  | 15  | 15  | 9   | 16  | 2    |
| 11      | MRT-Mercedes              | 31  |     |     |     |     |     |     |     |     |     |     |     |     | 16  | 18  | 18  | 16  | 21  | 18  | 21  | 12  | 13  | 1    |
| 11      | MRT-Mercedes              | 88  | Ret | 17  | 21  | Ret | 17  | 15  | 19  | 18  | 16  | Ret | 21  | 20  |     |     |     |     |     |     |     |     |     | 1    |
| 11      | MRT-Mercedes              | 94  | 16  | 13  | 18  | 18  | 16  | 14  | 17  | Ret | 10  | Ret | 19  | 17  | Ret | Ret | 16  | 15  | 22  | 17  | Ret | 15  | 14  | 1    |
| Poř.    | Jezdec                    | No. | AUS | BHR | CHN | RUS | ESP | MON | CAN | EUR | AUT | GBR | HUN | GER | BEL | ITA | SIN | MAL | JPN | USA | MEX | BRA | ABU | Body |
| Zdroje: |                           |     |     |     |     |     |     |     |     |     |     |     |     |     |     |     |     |     |     |     |     |     |     |      |

| Legenda k tabulce | Legenda k tabulce                                                                       |
| Barva             | Výsledek                                                                                |
| ----------------- | --------------------------------------------------------------------------------------- |
| Zlatá             | Vítěz                                                                                   |
| Stříbrná          | 2. místo                                                                                |
| Bronzová          | 3. místo                                                                                |
| Zelená            | Bodované umístění                                                                       |
| Modrá             | Nebodované umístění                                                                     |
| Modrá             | Dokončil neklasifikován (NC)                                                            |
| Fialová           | Odstoupil (Ret)                                                                         |
| Červená           | Nekvalifikoval se (DNQ)                                                                 |
| Červená           | Nepředkvalifikoval se (DNPQ)                                                            |
| Černá             | Diskvalifikován (DSQ)                                                                   |
| Bílá              | Nestartoval (DNS)                                                                       |
| Bílá              | Závod zrušen (C)                                                                        |
| Světle modrá      | Pouze trénoval (PO)                                                                     |
| Světle modrá      | Páteční testovací jezdec (TD)                                                           |
| Bez barvy         | Netrénoval (DNP)                                                                        |
| Bez barvy         | Vyřazen (EX)                                                                            |
| Bez barvy         | Nepřijel (DNA)                                                                          |
| Bez barvy         | Odvolal účast (WD)                                                                      |
| Bez barvy         | Nezúčastnil se (prázdné)                                                                |
| Označení          | Význam                                                                                  |
| Tučnost           | Pole position                                                                           |
| Kurzíva           | Nejrychlejší kolo                                                                       |
| †                 | Jezdec nedojel do cíle, ale byl klasifikován, protože odjel více než 90 % délky závodu. |
| ‡                 | Byl udělován poloviční počet bodů, protože bylo odjeto méně než 75 % délky závodu.      |
| Horní index       | Umístění bodujících jezdců ve sprintu                                                   |